# Nehemjas bok
Nehemjas bok är en skrift i judendomens Ketuvim och kristendomens Gamla testamente. Handlingen börjar våren (i månaden Abib/Nisan) år 445 f.Kr, då den persiske kungen Artaxerxes I ger sin munskänk Nehemja tillåtelse att återvända till Jerusalem för att bli ståthållare (satrap) där.
Judarna hade efter att perserna hade besegrat babylonierna så småningom fått återvända från den babyloniska fångenskapen till sitt eget land. Men folket tvingades länge leva i armod och beroende av främmande furstars välvilja i landet. Städernas murar var förstörda och templet låg fortfarande ödelagt efter att Nebukadnessar II erövrade Jerusalem år 586 f.Kr. Nehemja blir den ledare, som återvänder till Jerusalem med uppdrag av Gud och en klar vision att återuppbygga landet och särskilt huvudstaden. Då stadens murar blir färdiga trots både yttre och inre motstånd, så läggs också grunden för folket nya självkänsla. Nehemja är också en bok i ledarskap.